# 阿部恒久
阿部 恒久（あべ つねひさ、1948年 - ）は、日本の日本史学者。
共立女子大学名誉教授。近現代史を専門とし、おもに明治期以降の地方史、ジェンダー史（女性史、男性史）などを研究している。

## 経歴
新潟県生まれ。新潟大学人文学部を卒業し、早稲田大学大学院に学ぶ。
1995年、「近代日本成立期の地域と政党 -「裏日本」化する新潟県の場合」により、博士（文学）（早稲田大学）の学位を取得した。
鹿児島県立短期大学助教授を経て、共立女子大学国際学部教授となり、国際学部長も務めた。

## 主な著作

### 単著
- 『近代日本地方政党史論：「裏日本」化の中の新潟県政党運動』（芙蓉書房出版） 1996
- 『「裏日本」はいかにつくられたか』（日本経済評論社） 1997
- 『ヒゲの日本近現代史』（講談社、講談社現代新書） 2013

### 共著
- 『幕末維新と民衆社会』（青木美智男共著、高志書院） 1998
- 『通史と史料 日本近現代女性史』（佐藤能丸共著、芙蓉書房出版） 2000

### 編著
- 『奥宮健之全集』上・下（弘隆社） 1988

### 共編著
- 『男性史』1 - 3（大日方純夫, 天野正子共編、日本経済評論社） 2006